# 이탈로 발보
이탈로 발보(Italo Balbo, 1896년 6월 5일 ~ 1940년 6월 28일)는 이탈리아 왕국의 군인이다. 검은셔츠단 지도자였으며 나중에는 이탈리아 공군 원수, 이탈리아령 리비아 총독, 이탈리아령 북아프리카 총사령관을 역임했다. 발보는 독재자 베니토 무솔리니의 "후계자"로 이탈리아 파시스트당의 핵심 인물이었다.
제1차 세계 대전에 종군한 뒤 발보는 고향 땅 페라라에서 국가 파시스트당의 조직에 지도적인 역할을 했으며, 파시스트들이 권력을 잡게 된 계기인 1922년 로마 진군의 사대장 중 한 명이었다. 1926년 공군 건설 책임자가 된 발보는 이탈리아에서 항공비행을 대중화시키고 대서양 횡단 등 과시적 업적을 세우며 인기를 얻었다. 1933년 이탈리아령 리비아 총독으로 부임했고 죽을 때까지 리비아에 살았다. 제2차 세계 대전 초기 발보는 토브룩 상공을 비행하다가 이탈리아 대공포의 오인사격으로 격추되어 사망했다.

## 같이 보기
- 에밀리오 데 보노
- 미켈레 비앙키
- 체사레 마리아 데 베키